# 電壓控制器

SCR為基礎的燈光dimmer線路圖

電壓控制器、交流電壓控制器或交流調節器，是從定電壓、定頻率的交流電（AC）中，轉換所需的交流電壓給電阻負載的電子裝置，其功率晶體可以是晶閘管、双向晶闸管（TRIAC）、矽控整流器（SCR）或絕緣柵雙極晶體管（IGBT）。轉換產生的電壓輸出可以作街燈調光、調節家中或工廠的加熱溫度、工業風扇的速度控制，以及卷繞機及其他應用，作用類似自耦變壓器。電壓控制器是在電力電子學的範圍內。由於電壓控制器不太需要保養，效率很好，在工業應用上已大幅取代磁放大器和可飽和電抗器。

## 運作模式
電子式的電壓控制器可以用兩種方式運作，一種是啟停控制，另一種是相位角控制。

### 啟停控制
針對啟停控制的控制器，會用閘流體來在一些電壓週期關斷電路，在其他時間導通電路，因此調整整體輸出的均方根（RMS）電壓值，類似高速的交流開關。高頻擾動產生的快速切換電流會使溫度上昇，也會對周邊電器電磁干擾。此設計只適用在小功率的應用。

### 相位角控制

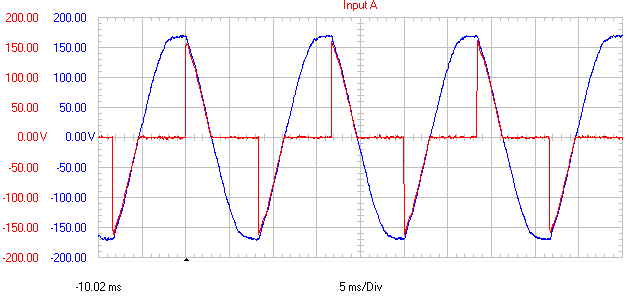
相位角控制的例子。藍線表示實際120 V的輸入電壓，紅線表示用閘流體開關的方式產生可控的60 V電壓，其作法就是在特定相位角時關斷電源，再在特定導通角時導通電源

相位角控制器（Phase angle control）裡，使用閘流體選擇性的在特定週期導通電源。透過控制觸發角或相位角，可以調整輸出給負載的均方根電壓。相位角即是閘流體打開的位置。

## 應用

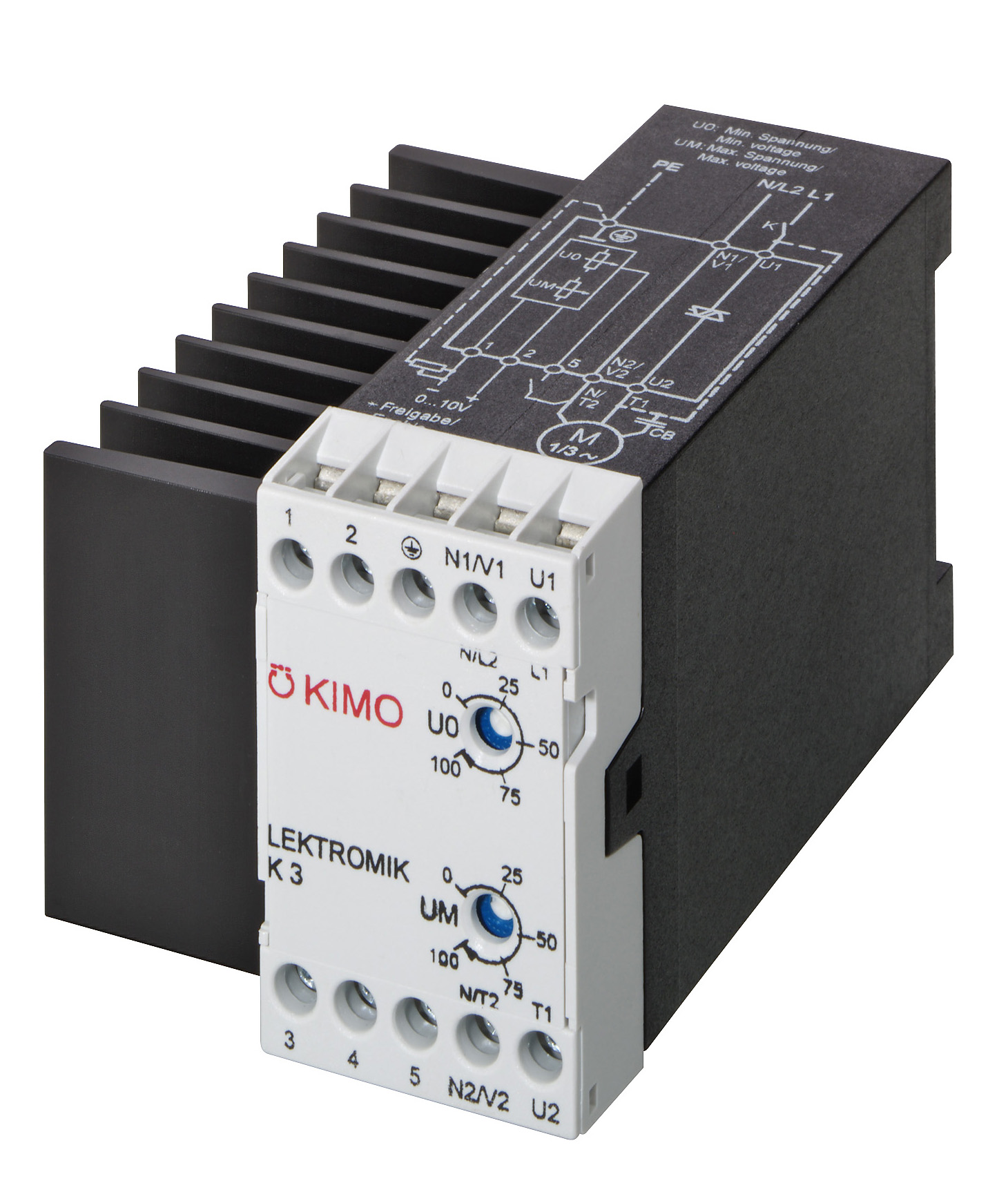
一個散熱片接在左邊的電壓控制器，前方有最大和最小的設定

- 電燈調光電路
- 電子加熱系統的溫度控制
- 電動機的速度控制
- 交流磁鐵的控制[7]